# S/2004 S 24
S/2004 S 24 este un satelit natural al lui Saturn și cel mai exterior satelit prograd cunoscut. Descoperirea sa a fost anunțată de Scott S. Sheppard⁠(d), David C. Jewitt⁠(d) și Jan Kleyna⁠(d) pe 7 octombrie 2019 din observații efectuate între 12 decembrie 2004 și 22 martie 2007.
S/2004 S 24 are aproximativ 3 kilometri în diametru și orbitează în jurul lui Saturn la o distanță medie de 22,901 Gm în 1294,25 zile, la o înclinație de 35,5° față de ecliptică, înt-o direcție progradă și cu o excentricitate de 0,085. Datorită înclinației sale asemănătoare celor patru membri cunoscuți ai grupului Galic, S/2004 S 24 ar putea aparține grupului Galic.  Cu toate acestea, orbita sa este mult mai îndepărtată, ceea ce pune la îndoială această clasificare. Ar putea foarte bine să fie într-un grup propriu.
Mecanismul exact de formare al lui S/2004 S 24 este necunoscut și, datorită excentricității sale scăzute (0,085), o orbită capturată este puțin probabilă. Cu toate acestea, S/2004 S 24 orbitează în direcția opusă tuturor celorlalți sateliți din regiunea sa orbitală, ceea ce face puțin probabil să fi supraviețuit pe această orbită de-a lungul întregii istorii a Sistemului Solar.